# Sabellaria spinulosa
Sabellaria spinulosa är en ringmaskart som beskrevs av Leuckart 1849. Sabellaria spinulosa ingår i släktet Sabellaria och familjen Sabellariidae. Arten är reproducerande i Sverige. Inga underarter finns listade i Catalogue of Life.